# Albo och Järrestads kontrakt
Albo och Järrestads kontrakt var ett kontrakt i Lunds stift inom Svenska kyrkan. Kontraktet upphörde 31 december 1961 då huvuddelen av ingående församlingar övergick till Österlens kontrakt.

## Administrativ historik
Kontraktet finns omnämnt som sammanslaget 1580 och omfattade från 1700-talet
- Ravlunda församling som vid upplösningen 1962 överfördes till Gärds och Albo kontrakt
- Brösarps församling som vid upplösningen 1962 överfördes till Gärds och Albo kontrakt
- Andrarums församling som vid upplösningen 1962 överfördes till Gärds och Albo kontrakt
- Eljaröds församling som vid upplösningen 1962 överfördes till Gärds och Albo kontrakt
- Södra Mellby församling som vid upplösningen 1962 överfördes till Gärds och Albo kontrakt
- Vitaby församling som vid upplösningen 1962 överfördes till Gärds och Albo kontrakt
- Stiby församling
- Östra Vemmerlövs församling
- Simrishamns församling
- Järrestads församling
- Gladsax församling
- Östra Tommarps församling
- Simris församling
- Östra Nöbbelövs församling
- S:t Olofs församling som vid upplösningen 1962 överfördes till Gärds och Albo kontrakt
- Rörums församling som vid upplösningen 1962 överfördes till Gärds och Albo kontrakt
- Borrby församling
- Östra Hoby församling som 1929 tillfördes från Ingelstads kontrakt
- Vallby församling
- Bolshögs församling